# Ресифи (аэропорт)
Международный аэропорт Гуарарапис / Ресифи имени Жилберту Фрейре  (порт. Aeroporto Internacional dos Guararapes, Aeroporto Internacional Gilberto Freyre) (Код ИАТА: REC) — аэропорт, расположенный в городе Ресифи, Бразилия.
В 2009 году пропускная способность аэропорта составила 5 249 831 пассажиров и 66 414 авиаперелётов, тем самым аэропорт занимает 8-е место среди самых загруженных аэропортов в Бразилии с точки зрения обслуживания пассажиров и 5-е среди самых загруженных с точки зрения груза (6-й с точки зрения груза плюс почта).
Аэропорт назван в честь Жилберту Фрейре —  бразильского социолога, антрополога, историка, писателя, художника, журналиста и конгрессмена, родившегося в Ресифи.

## История
Торговая область и область досуга были реконструированы с июля 2004 года, используя понятие «Aeroshopping», которое преобразовало аэропорт в центр офиса и коммерческого использования, площадь которого составляет 52 000 квадратных метров.
Структура парковки использовалась с декабря 2002 года. Есть три уровня с суммарной мощностью для 2080 транспортных средств, ранее было только 500 мест для стоянки. В здании аэропорта, на четвёртом уровне имеется место для выставок.
Пропускная способность аэропорта была увеличена с 1.5 миллионов до 5 миллионов пассажиров в год. Есть также планы увеличить пропускную способность до 7.2 миллионов . В результате начала использования трубопровода для заправки самолётов керосином было отменено использование топливозаправщиков.
Аэропорт находится в 1 км от пляжа в районе Боа-Виажен, в 14 км от центра города и в 25 км от порта Суапи (Suape).
Около аэропорта расположено управление воздушным движением под названием Cindacta III (Centro Integrado de Defesa Aérea e Controle de Tráfego Aéreo), управление воздушным движением Бразилии и центр ПВО, секция 3.

## Авиалинии и направления

### Национальные
| Авиалинии      | Воздушные суда                                             | Назначения |
| -------------- | ---------------------------------------------------------- | --- |
| Azul           | Embraer 190, Embraer 195                                   | Белу-Оризонти, Кампинас, Форталеза, Порту-Алегри |
| Gol            | Boeing 737-300, Boeing 737-700, Boeing 737-800             | Аракажу, Белен, Белу-Оризонти (Танкреду Невес), Бразилиа, Кампина-Гранди, Кампинас, Куяба, Фернанду-ди-Норонья, Форталеза, Гояния, Жуазейру-ду-Норти, Манаус, Натал, Петролина, Порту-Алегри, Рио-де-Жанейро (Галеан, Сантарен, Салвадор и Сан-Паулу (Конгоньяс/Сан-Паулу и Сан-Паулу/Гуарульос) |
| Avianca Brasil | Fokker 100 (F-28-100)                                      | Петролина, Салвадор, Сан-Паулу (Гуарульос) |
| NOAR           | Let L-410 Turbolet                                         | Аракажу, Масейо, Каруару, Жуан-Песоа, Натал, Паулу-Афонсу и Кампина-Гранди (декабрь 2010) |
| Pantanal       | Airbus A319, ATR-42                                        | Бразилиа, Жуан-Пессоа и Сан-Паулу (Гуарульос) |
| Passaredo      | Embraer ERJ-145                                            | Рибейран-Прету |
| TAM            | Airbus A319, Airbus A320-200, Airbus A321, Airbus A330-200 | Аракажу, Белен, Белу-Оризонти (Танкреду Невес), Бразилиа, Кампинас, Куритиба, Форталеза, Лондрина, Масейо, Манаус, Жуан-Пессоа, Натал, Петролина(3 ноября),Порту-Алегри, Рио-де-Жанейро (Галеан и Сантос-Дюмон), Сан-Луис, Сантарен, Салвадор и Сан-Паулу (Конгоньяс и Гуарульос)                |
| TRIP           | ATR-42-300, ATR-72-200, ATR-72-500, Embraer 175            | Аракажу, Белу-Оризонти (Танкреду Невес), Фернанду-ди-Норонья, Натал, Петролина, Рио-де-Жанейро (Сантос-Дюмон) и Салвадор |
| Webjet         | Boeing 737-300                                             | Белу-Оризонти (Танкреду Невес), Бразилиа, Порту-Алегри, Салвадор, Рибейран-Прету (ожидание разрешения) |

### Международные регулярные рейсы
| Авиалинии    | Назначения                                |
| ------------ | ----------------------------------------- |
| American     | Майами (Аэропорт Майами)                  |
| Condor       | Франкфурт (Аэропорт Франкфурт-на-Майне)   |
| Iberia       | Мадрид (Аэропорт Барахас)                 |
| TAM          | Буэнос-Айрес (Аэропорт Министр Пистарини) |
| TAP Portugal | Лиссабон (Аэропорт Портела)               |

### Международные чартерные рейсы
| Авиалинии              | Назначения                                                                                  |
| ---------------------- | ------------------------------------------------------------------------------------------- |
| Andes                  | Буэнос-Айрес (Аэропорт Министр Пистарини)                                                   |
| Blue Panorama Airlines | Буэнос-Айрес, Милан                                                                         |
| Finnair                | Хельсинки (Аэропорт Хельсинки-Вантаа) и Лас-Пальмас-де-Гран-Канария (Аэропорт Гран-Канария) |
| Jordan Aviation        | Амман (Аэропорт Королева Алия)                                                              |
| Neos Air               | Милан (Миланский аэропорт Мальпенса)                                                        |
| Regional Paraguaya     | Córdova и Асунсьон                                                                          |
| TAAG Angola Airlines   | Луанда (Аэропорт 4 февраля)                                                                 |

### Грузовые перевозки
| Авиалинии                 | Назначения                                 |
| ------------------------- | ------------------------------------------ |
| ABSA                      | Форталеза и Сан-Паулу (Гуарульос)          |
| Air Brasil                | Форталеза и Салвадор                       |
| Arrow Air                 | Кито, Богота, Либревиль, Чарлстон          |
| Beta Cargo                | Салвадор и Сан-Паулу (Гуарульос)           |
| Cargolux                  | Кампинас, Куритиба, Люксембург и Петролина |
| Master Top Airlines       | Кампинас и Манаус                          |
| RIO Linhas Aéreas         | Куритиба                                   |
| Total Linhas Aéreas Cargo | Салвадор                                   |
| Volga Dnepr Airlines      | Москва и Буэнос-Айрес.                     |

## Количество пассажиров
| Год           | Пассажиры | %       |
| ------------- | --------- | ------- |
| 2003          | 2 733 424 |         |
| 2004          | 3 173 672 | + 16,1% |
| 2005          | 3 604 652 | + 13,5% |
| 2006          | 3 953 845 | + 9,6%  |
| 2007          | 4 188 081 | + 5,9%  |
| 2008          | 4 679 457 | + 11,7% |
| 2009          | 5 250 565 | + 12,2% |
| сентябрь 2010 | 4 347 332 | + 15,3% |

## Бывшие рейсы
| Авиалинии                      | Назначения |
| ------------------------------ | --- |
| Air Belgium                    | Брюссель |
| Air Canada                     | Торонто |
| Air France                     | Буэнос-Айрес, Париж и Рио-де-Жанейро |
| Air France Cargo               | Буэнос-Айрес и Париж |
| Air Italy                      | Рим и Верона |
| Arkefly                        | Амстердам |
| British Caledonian             | Лондон и Рио-де-Жанейро |
| BRA Transportes Aéreos         | Лиссабон, Мадрид и Милан, Бразилиа, Каруару, Кампина-Гранди, Фернанду-ди-Норонья, Салвадор, Рио-де-Жанейро и Сан-Паулу                                    |
| Delta Air Lines                | Атланта (через Форталезу) |
| Euro Atlantic Airways          | Лиссабон и Порту |
| Fly Linhas Aéreas              | Рио-де-Жанейро и Натал |
| Itapemirim Cargo               | Кампинас, Форталеза и Рио-де-Жанейро (Галеан) |
| HollandExel                    | Амстердам |
| LAP - Lineas Aereas Paraguayas | Мадрид, Брюссель и Асунсьон |
| Nationair                      | Монреаль (Мирабель) |
| Nordeste                       | Форталеза, Фернанду-ди-Норонья, Натал, Кампина-Гранди, Жуан-Песоа, Жуазейру-ду-Норти, Петролина, Салвадор, Порту-Сегуру, Бразилиа и Сан-Паулу (Конгоньяс) |
| Novair                         | Стокгольм, Гётеборг и Осло |
| Panair do Brasil               | Дакар, Сал, Лиссабон, Мадрид и Рио-де-Жанейро |
| Sun Country Airlines           | Майами |
| TAM                            | Париж (Международный аэропорт имени Шарля де Голля) (A330-200)                                                                                            |
| Transbrasil                    | Амстердам, Бразилиа, Лондон (Гатвик) и Сан-Паулу (Гуарульос)                                                                                              |
| VASP                           | Аракажу, Барселона, Брюссель, Бразилиа, Форталеза, Франкфурт, Жуан-Песоа, Масейо, Майами, Натал, Мадрид, Рио-де-Жанейро, Салвадор, Сан-Паулу и Цюрих      |
| Via Brasil Linhas Aéreas       | Жуан-Песоа и Сан-Паулу. |
| White                          | Лиссабон и Порту |

## Будущие разработки
31 августа 2009 года Infraero представил план модернизации  международного аэропорта Гуарарапис, сосредоточившись на приготовлениях к чемпионату мира по футболу 2014 года, который будет проходить в Бразилии.